# Корытовата
Корытовата (укр. Коритувата) — село на Украине, находится в Казатинском районе Винницкой области.
Код КОАТУУ — 0521486806. Население по переписи 2001 года составляет 152 человека. Почтовый индекс — 22163. Телефонный код — 4342.
Занимает площадь 0,15 км².

## Адрес местного совета
22163, Винницкая область, Казатинский р-н, с.Самгородок, ул.Ленина, 48а, тел. 3-52-45; 3-52-42